# Black Water (álbum de Tinashe)
Black Water es el tercer mixtape de la cantante y actriz estadounidense Tinashe, lanzado por primera vez el 26 de noviembre de 2013 a través de INgrooves y su sitio web oficial. El mixtape se lanzó después del lanzamiento de su segundo mixtape Reverie y también firmó con RCA antes de lanzar el mixtape.
Como productora ejecutiva, Tinashe reclutó a una variedad de productores musicales para que trabajaran con ella en el mixtape, incluidos Boi-1da, Best Kept Secret, Dev Hynes, Frank Dukes, Gabriel Lambrith, !llmind, Inc, J. Oliver, K-BeatZ, Karon Graham, Misfitz Sounds, Osinachi, Ryan Hemsworth, Vinylz, además de ser productora ejecutiva del mixtape, Tinashe también escribió todas las canciones de los mixtapes. Musicalmente, Black Water no se aleja mucho del mismo sonido PBR&B y hip hop alternativo que In Case We Die incluyó, el mixtape también toca varios géneros nuevos como la electrónica y el neo soul.
El mixtape fue precedido por el lanzamiento del sencillo principal "Vulnerable", que se lanzó el 20 de noviembre de 2013.
Black Water recibió críticas positivas de los críticos musicales que afirmaron que "tiene las voces más prometedoras de la nueva generación de estrellas del R&B alternativo", y algunos críticos la llamaron "muy esperada" y "debe escucharla" y elogiaron el crecimiento vocal de Tinashe. Otros críticos compararon el mixtape con el de Janet Jackson, TLC y Aaliyah.

## Antecedentes
Después de un período de cuatro años en el grupo de chicas pop-dance Stunners, Tinashe dejó el grupo para seguir una carrera en solitario. El 20 de diciembre de 2011, Tinashe anunció que lanzaría un mixtape titulado In Case We Die en 2012. Después de cuatro sencillos y alcanzar más de un millón de descargas digitales, Tinashe firmó con RCA Records y lanzará su álbum debut oficial en algún momento de 2013. El 5 de agosto de 2012, Tinashe anunció que estaba lista para lanzar su segundo proyecto, titulado Reverie. Después de subir un tráiler del mixtape en su canal de YouTube, se confirmó que el nombre del mixtape es Reverie. La portada oficial se reveló a través de Instagram el 13 de agosto de 2012. El 1 de septiembre de 2012 escribió a sus seguidores en Twitter que Reverie se lanzará el 6 de septiembre de 2012.

## Desarrollo
Para la grabación del mixtape, Black Water fue compuesta y grabada y diseñada completamente en la habitación de Tinashe, al igual que su trabajo anterior. Para Reverie, Tinashe fue la productora ejecutiva; sin embargo, también trabajó con varios productores de su primer proyecto, In Case We Die, como K-BeatZ, Wes Tarte y B. Hendrixx, además de trabajar con los nuevos productores BMarz, Nez y Rio. , El secreto mejor guardado, Troobadore, Roc & Mayne, JRB The Producer y xxyyxx.

## Lista de canciones
Créditos adaptados de ASCAP y BMI.
| N.º | Título                          | Productor(es)     | Duración |  |
| 1.  | «Black Water»                   | !llmind           | 2:56     |  |
| 2.  | «Before the Storm (Interlude)»  | Tinashe           | 0:23     |  |
| 3.  | «Vulnerable» (con Travis Scott) | Boi-1da           | 3:26     |  |
| 4.  | «Secret Weapon»                 | Osinachi          | 3:10     |  |
| 5.  | «Video Tapes (Interlude)»       | Tinashe           | 0:39     |  |
| 6.  | «Midnight Sun»                  | Best Kept Secret  | 4:32     |  |
| 7.  | «1 for Me»                      | Hemsworth         | 3:28     |  |
| 8.  | «Daybreak (Interlude)»          | Tinashe           | 0:34     |  |
| 9.  | «Fugitive»                      | Dev Hynes         | 2:14     |  |
| 10. | «Stunt»                         | !llmind           | 3:35     |  |
| 11. | «Just a Taste»                  | J. Oliver         | 3:17     |  |
| 12. | «Middle of Nowhere»             | Inc               | 3:12     |  |
| 13. | «Ain't Ready...»                | Legacy (New Boyz) | 1:32     |  |

Créditos de samples
- "Vulnerable" samplea "On Sight" y "I'm In It" interpretado por Kanye West
- "Stunt" samplea "Cop Blood" interpretado por Frank Dukes
- "Just a Taste" samples "Anniversary" interpretado por Tony! Toni! Toné!.

## Historial de lanzamiento
| Región | Fecha                   | Formato          | Sello       |
| ------ | ----------------------- | ---------------- | ----------- |
| Mundo  | 21 de noviembre de 2013 | Descarga digital | MBE Records |